# 汗阿巴德
汗阿巴德是阿富汗的城鎮，由昆都士省負責管轄，位於該國東北部，距離首府昆都士25公里，海拔高度496米，鎮上有該國其中一個最大型的穀物市場，2002年人口估計約41,000。

## 歷史
玄奘《大唐西域记》称为笯赤建国。